# Hadula
Hadula is een geslacht van nachtvlinders uit de familie Noctuidae. Tegenwoordig wordt dit geslacht als synoniem van Anarta beschouwd.

## Soorten
- H. agrotiformis (Hampson, 1896)
- H. alta (Barnes & Benjamin, 1942)
- H. anthracina (Hacker, 1996)
- H. arenaria (Hampson, 1905)
- H. armata (Staudinger, 1888)
- H. atlantis (Schwingenschuss, 1955)
- H. baksana Schintlmeister & Poltawski, 1986
- H. basilewskyi (Berio, 1972)
- H. bergeri (Berio, 1972)
- H. brassicina (Draudt, 1934)
- H. castrae (Barnes & McDunnough, 1912)
- H. cimbebasia Hacker, 2004
- H. colletti (Sparre-Schneider, 1876)
- H. contempta Püngeler, 1914
- H. crotchi (Grote, 1880)
- H. chartaria (Grote, 1873)
- H. chiklika Moore, 1878
- H. chimaera (Rothschild, 1920)
- H. chunka (Smith, 1910)
- H. deserticola (Hampson, 1905)
- H. dianthi (Tauscher, 1809)
- H. engedina Hacker, 1998
- H. eremistis (Püngeler, 1904)
- H. eversmanni (Staudinger, 1900)
- H. explicata (Sukhareva, 1976)
- H. farnhami (Grote, 1873)
- H. fulgora (Barnes & McDunnough, 1918)
- H. furca (Eversmann, 1852)
- H. furcula (Staudinger, 1889)
- H. gandhara Hacker, 1998
- H. gigantea (Rebel, 1909)
- H. gobideserti (Varga, 1973)
- H. gredosi (Laever, 1977)
- H. halodeserti Varga, 1973
- H. halolimna (Gyulai & Varga, 1998)
- H. hamata (McDunnough, 1930)
- H. hampsoni Hacker, 1998
- H. hoplites (Staudinger, 1901)
- H. hreblayi Hacker, 1998
- H. imperspicua Hacker, 1998
- H. inexpecta (Yoshimoto, 1995)
- H. insolita Staudinger, 1889
- H. insperata Gyulai & Hacker, 1998
- H. isoloma (Püngeler, 1904)
- H. korghossi Alphéraky, 1882
- H. latemarginata (Wiltshire, 1976)
- H. leucheima Boursin, 1963
- H. longicornis Graeser, 1892
- H. lupa Christoph, 1893
- H. melanopa (Thunberg, 1791)
- H. mendax (Staudinger, 1879)
- H. mendica (Staudinger, 1895)
- H. militzae (Kozhantschikov, 1947)
- H. mutata (Dod, 1913)
- H. nefasta Püngeler, 1907
- H. nekrasovi Gyulai & Varga, 1998
- H. nigrolunata (Packard, 1867)	 (meestal geplaatst in het geslacht Anarta)
- H. nupponenorum Hacker & Fibiger, 2002

- H. oaklandiae (McDunnough, 1937)
- H. obesula (Smith, 1904)
- H. ochrea (Warren, 1909)
- H. odontites (Boisduval, 1829)
- H. optima Alphéraky, 1897
- H. orbona Bang-Haas, 1912
- H. oregonica (Grote, 1881)
- H. osmana Hacker, 1998
- H. parvula Hacker, 1998
- H. perdentata (Hampson, 1894)
- H. praecipua Staudinger, 1895
- H. projecta (McDunnough, 1938)
- H. ptochica (Püngeler, 1900)
- H. pugnax (Hübner, [1824])
- H. pulverata Bang-Haas, 1907
- H. quercii (Berio, 1941)
- H. sabulorum Alphéraky, 1882
- H. schawyra (Bang-Haas, 1927)
- H. schneideri (Staudinger, 1900)
- H. segnis Püngeler, 1906
- H. sodae (Boisduval, 1829)
- H. stigmosa (Christoph, 1887)
- H. stoliczkana Moore, 1878
- H. subalbida (Barnes & Benjamin, 1924)
- H. sublimis Draudt, 1950
- H. tancrei Graeser, 1892
- H. trifolii (Hufnagel, 1766)
- H. triphaenopsis (Oberthür, 1893)
- H. turpis Staudinger, 1900
- H. ultramontana Gyulai & Hacker, 1998
- H. vaciva (Püngeler, 1906)
- H. vargai (Hreblay & Ronkay, 1998)
- H. vassilinini (O. Bang-Haas, 1927)
- H. zetina Staudinger, 1899